# Carrer Major de Vilamur
El Carrer Major de Vilamur és una obra de Soriguera (Pallars Sobirà) inclosa a l'Inventari del Patrimoni Arquitectònic de Catalunya.

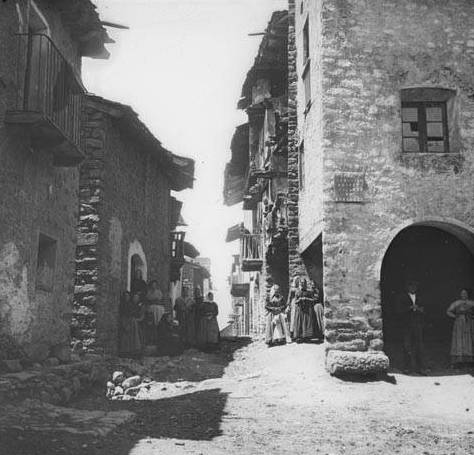
El carrer Major de Vilamur en una imatge dels voltants de 1890

## Descripció
Les cases alienades al llarg d'aquest carrer, que arrenca de la pl. Major o de l'església i va a morir en una altra placeta ja sortint del poble, presenten totes elles porxos amb arcades de mig punt que descansen en massisses pilastres de pedra. En altres casos, en lloc d'arcades de mig punt, sostenen els porxos gruixudes bigues de fusta.